# جو يون-هي
جو يون هي (بالكورية: 조윤희) هي ممثلة كورية جنوبية. ولدت يوم 13 أكتوبر 1982 في تشونغجو في كوريا الجنوبية.

## روابط خارجية
- جو يون-هي على موقع IMDb (الإنجليزية)
- جو يون-هي على موقع قاعدة بيانات الفيلم (الإنجليزية)